# 수췬
수췬(중국어: 舒群, 병음: Shū Qún, 본명: 리수탕(중국어 간체자: 李书堂, 정체자: 李書堂, 병음: Lǐ Shūtáng), 1913년 9월 20일 ~ 1989년 8월 2일)은 중국의 작가이다.

## 생애
헤이룽장성 하얼빈시의 빈민 가정에서 태어난 만주족이며 1931년에 만주사변을 계기로 동북항일의용군에 합류했다. 1932년 3월에는 코민테른에 합류했고 1932년 8월에는 중국 공산당에 입당했다. 1936년 5월에는 잡지 《문학》(文學)에 단편 소설 《조국이 없는 아이》(沒有祖國的孩子)를 발표했고 1937년에 중일 전쟁이 발발한 이후에는 팔로군에서 종군 기자로 복무했다.
1940년에는 옌안 루쉰 예술 대학 문학과 교수 겸 학장, 《해방일보》 제4판 편집장, 둥베이 문공단(東北文工團) 단장을 역임했다. 1945년에 중일 전쟁의 종전과 함께 둥베이 대학 부교장을 역임했고 둥베이 영화 제작소의 소장을 역임했다. 1949년에 중화인민공화국이 수립된 이후에는 중국작가협회 비서장, 문공단장을 역임했으며 한때는 안산 철강에서 근무하기도 했다.
1950년에는 장편 소설 《제3전투》(第三戰役)가 출간되었지만 1950년대 후반에 일어난 문화 대혁명의 여파로 인해 원고가 소실되었다. 1962년에는 장편 소설 《이 시대의 사람들》(這一代人)이 출간되었다. 문화 대혁명의 종식과 함께 문학 활동을 재개했고 1986년에는 《마오쩌둥 이야기》(毛澤東故事)를 출간했다. 1989년 8월 2일에 베이징에서 향연 76세를 일기로 사망했으며 1990년 8월 6일에는 유해의 일부가 베이징 푸톈 공동묘지(福田公墓)에 안장되었다.